# Sportmuseum Leipzig

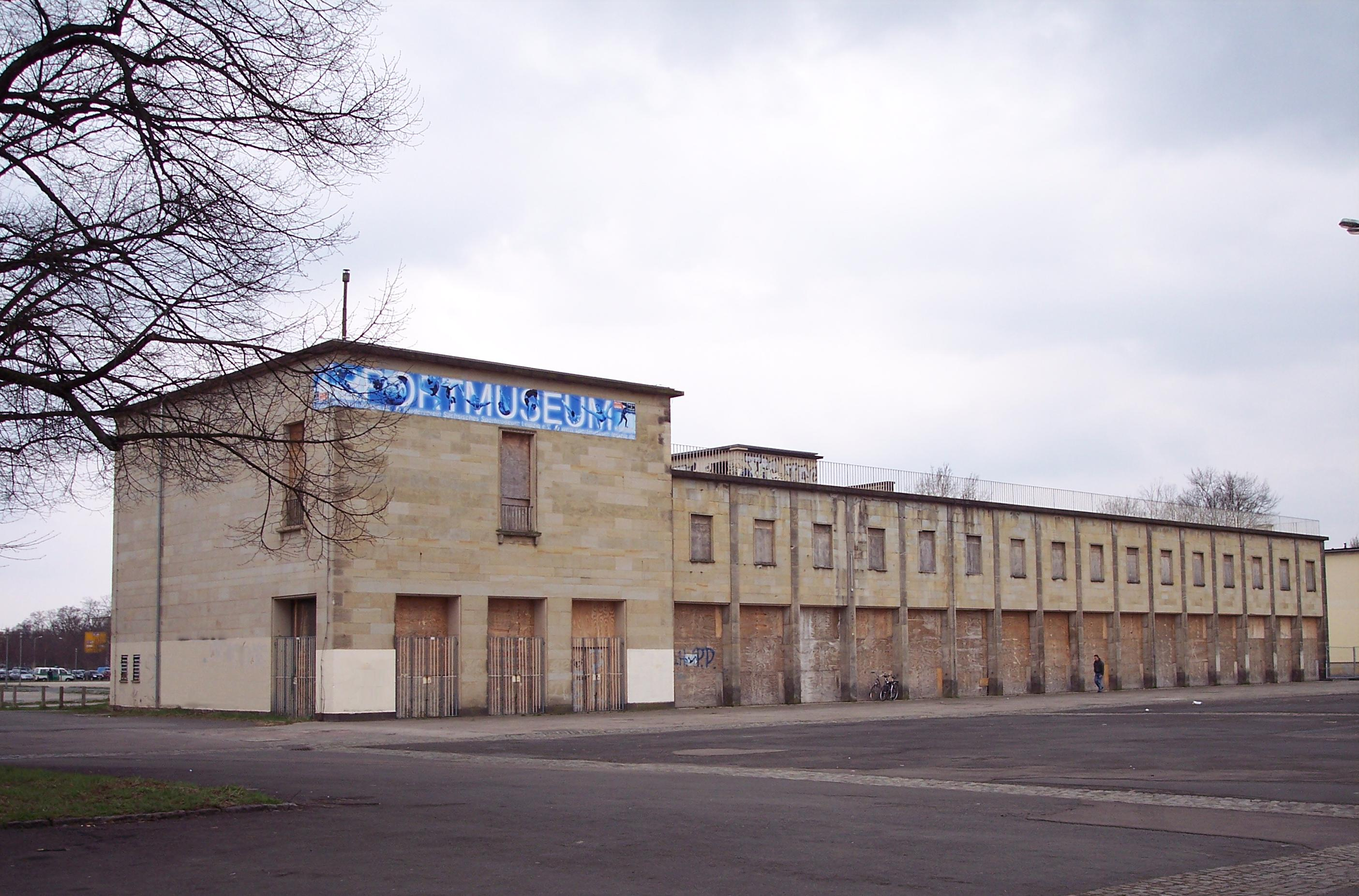
2007 geplantes Domizil des Sportmuseums in der Nordtribüne des ehemaligen Schwimmstadions

Das Sportmuseum Leipzig stellt neben dem Deutschen Sport & Olympia Museum in Köln und dem Sportmuseum Berlin eine der drei großen sporthistorischen musealen Sammlungen in Deutschland dar. Gegenwärtig umfasst die dem Stadtgeschichtlichen Museum Leipzig zugehörige Einrichtung etwa 95.000 Objekte aus der Turn- und Sportgeschichte ab dem 17. Jahrhundert. In einer Dauerausstellung ist die Sammlung derzeit nicht zu besichtigen.

## Geschichte
Im Jahr 1977 wurde im Rahmen umfassender Modernisierungen im Zentralstadion Leipzig im Fassadenaufsatz der Anlage das Sportmuseum der Stadt Leipzig eingerichtet. Anlässlich des VI. Turn- und Sportfestes der DDR wurde das Museum am 23. Juli des Jahres mit einer Dauerausstellung auf etwa 600 m² Fläche mit ca. 3.000 Objekten zur deutschen Sportgeschichte am Beispiel Leipzigs eröffnet. Eine Überarbeitung und Aktualisierung der Ausstellung fand zum 10-jährigen Jubiläum im Jahr 1987 statt. Am 31. August 1991 wurde die Dauerausstellung geschlossen, die letzte der insgesamt 30 Sonderausstellungen Lasst Kräfte sinnvoll walten thematisierte das 100-jährige Jubiläum des Gewichthebens in Deutschland. Im darauf folgenden Jahr erfolgte die Umsetzung des Museums in damalige Außengebäude des Stadtgeschichtlichen Museums. Seit 1996 ist die Sammlung samt Verwaltung und Fachbibliothek am Sportforum Leipzig untergebracht.
1991 gründete sich der Förderverein Sächsisches Sportmuseum e.V., der ab 1992 eine unregelmäßig erscheinende Zeitschrift herausgibt und seitdem zahlreiche Neuerwerbungen für die Sammlungen ermöglicht.
Seit der Schließung der Dauerausstellung der Einrichtung gab es drei Sonderausstellungen im Stadtgeschichtlichen Museum Leipzig, die maßgeblich durch das Sportmuseum konzipiert wurden: Sport:Schau. Deutsche Turnfeste 1860–2002 (2002), Herr der Regeln. Der Fußball-Referee (offizieller Beitrag des Kunst- und Kulturprogramms zur FIFA WM 2006, 2006) sowie In Bewegung. Meilensteine der Leipziger Sportgeschichte (2018).
Auf der Ratsversammlung der Stadt Leipzig wurde am 19. September 2007 beschlossen, die erhaltene Nordtribüne des ehemaligen Schwimmstadions im Sportforum Leipzig als neues Domizil des Sportmuseums samt Dauerausstellung aufzubauen. Mangels Fördermitteln konnte dieses Vorhaben nicht umgesetzt werden. Im Rahmen der Sonderausstellung In Bewegung. Meilensteine der Leipziger Sportgeschichte wurde am 21. August 2018 bekannt gegeben, dass der Freistaat Sachsen etwa zwei Millionen Euro bereitstellt, um die Neueröffnung des Sportmuseums Leipzig zu realisieren. Geplant ist ein Neubau auf dem Vorplatz des Stadions, der zusammen mit RB Leipzig umgesetzt werden soll.
Seit 2019 konzipiert das Sportmuseum die sogenannte Sportroute in Leipzig. Erstmals in die Öffentlichkeit getragen wurde die Idee anlässlich der Sonderausstellung In Bewegung. Meilensteine der Leipziger Sportgeschichte im Jahr zuvor. An 22 Lokalitäten sollen prägnante Orte der Sportgeschichte Leipzigs durch Stelen und Gedenktafeln sichtbar gemacht werden, vier Stationen wurden bisher realisiert (Stand Dezember 2020).

## Sammelschwerpunkte
- die bürgerliche Sportbewegung und der Arbeitersport
- deutsche Turnfeste ab 1863
- Sportarten, -vereine und -verbände
- die olympische Bewegung
- deutsche Sportgeschichte allgemein